# Лонгчампс
Лонгчампс (исп. Longchamps) — город в Аргентине в провинции Буэнос-Айрес. Часть агломерации Большой Буэнос-Айрес.

## История
В 1909 году жокейский клуб в Ломас-де-Самора решил завести собственный ипподром и назвать его в честь парижского ипподрома Лоншан. С этой целью в этих местах было приобретено 160 га земли, из которых 129 га было пожертвовано под будущий город «Вилья-Лонгчампс», 7 — под железнодорожную станцию «Лонгчампс», а остальные 44 отводились под ипподром и прочие спортивные сооружения. Дата открытия железнодорожной станции — 19 августа 1910 года — и считается днём основания города. Однако спортивные сооружения были готовы раньше, и 6 февраля 1910 года французский авиатор Анри Брежи взлетел с ипподрома Лонгчампс, совершив первый в истории Южной Америки полёт на самолёте.